# Skäftestjärnen, Västerbotten
Skäftestjärnen är en sjö i Vindelns kommun i Västerbotten och ingår i Umeälvens huvudavrinningsområde. Sjön har en area på 0,0277 kvadratkilometer och ligger 223,5 meter över havet.

## Delavrinningsområde
Skäftestjärnen ingår i det delavrinningsområde (715080-167510) som SMHI kallar för Utloppet av Västre-Skärträsket. Medelhöjden är 253 meter över havet och ytan är 6 kvadratkilometer. Det finns inga avrinningsområden uppströms utan avrinningsområdet är högsta punkten. Vattendraget som avvattnar avrinningsområdet har biflödesordning 5, vilket innebär att vattnet flödar genom totalt 5 vattendrag innan det når havet efter 164 kilometer. Avrinningsområdet består mestadels av skog (89 procent). Avrinningsområdet har 0,37 kvadratkilometer vattenytor vilket ger det en sjöprocent på 6,2 procent.